# Begowal
Begowal é uma cidade e uma nagar panchayat no distrito de Kapurthala, no estado indiano de Punjab.

## Geografia
Begowal está localizada a 31° 37′ N, 75° 31′ L. Tem uma altitude média de 225  metros (738  pés).

## Demografia
Segundo o censo de 2001, Begowal tinha uma população de 9612 habitantes. Os indivíduos do sexo masculino constituem 52% da população e os do sexo feminino 48%. Begowal tem uma taxa de literacia de 67%, superior à média nacional de 59.5%; com 54% para o sexo masculino e 46% para o sexo feminino. 12% da população está abaixo dos 6 anos de idade.